# Eugênio (homem gloriosíssimo)
Eugênio (em latim: Eugenius) foi um nobre bizantino do século V. Um homem gloriosíssimo, foi nomeado com Juliano como antigo proprietário de uma vila suburbana em Blaquerna que pertencia a Hiério e transmitiu para Antêmio.